# Caron

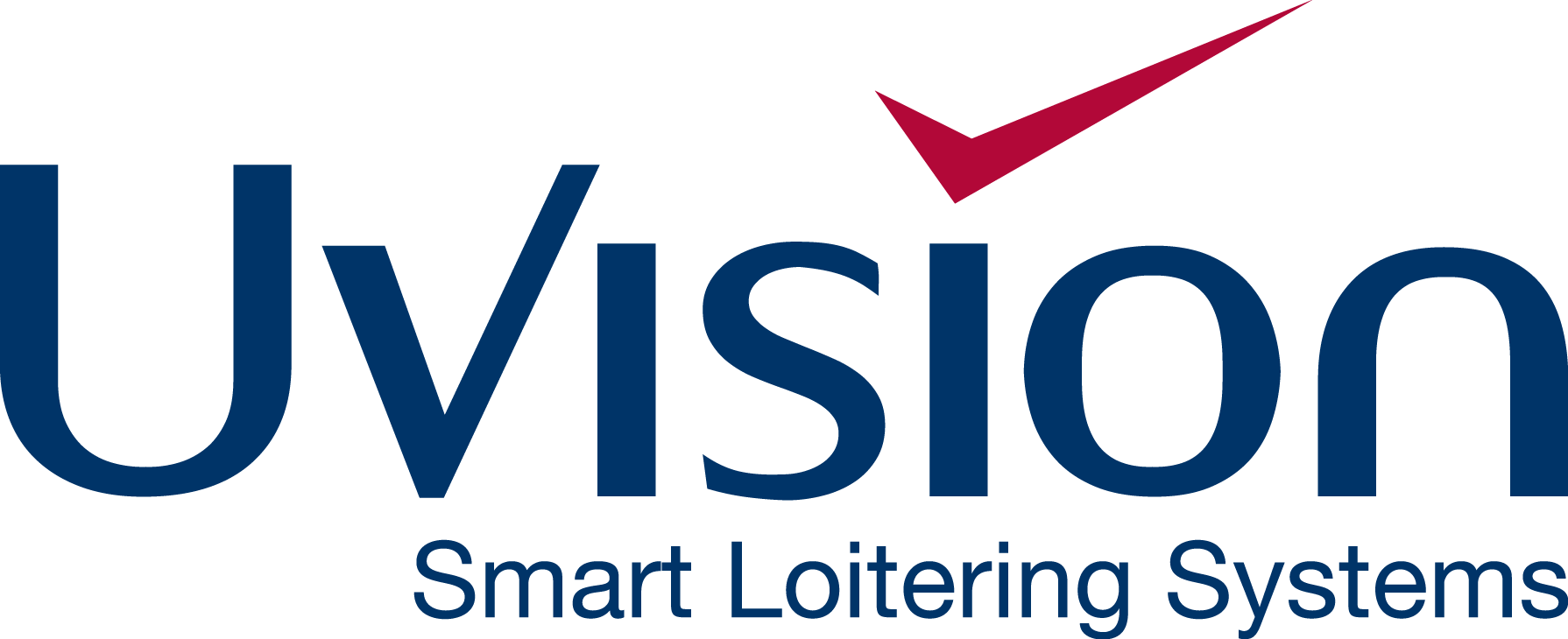
Exemplo de uso do caron sobre a letra "i"

O caron (ˇ, exemplo:Č) ou háček (pronunciado [haːʧɛk]), é um sinal diacríxetico colocado sobre certas letras para indicar palatalização ou suavização  na ortografia das línguas bálticas e de algumas línguas eslavas. Algumas línguas fino-úgricas o utilizam para indicar as fricativas pós-alveolares (sh, zh, ch).
| Maiúsculas | Maiúsculas  | Minúsculas | Minúsculas  |
| Carácter   | Código HTML | Carácter   | Código HTML |
| Č          | &#268;      | č          | &#269;      |
| Ď          | &#270;      | ď          | &#271;      |
| Ě          | &#282;      | ě          | &#283;      |
| Ǧ          | &#486;      | ǧ          | &#487;      |
| Ȟ          | &#542;      | ȟ          | &#543;      |
| J̌          | Não tem     | ǰ          | &#496;      |
| Ľ          | &#317;      | ľ          | &#318;      |
| Ň          | &#327;      | ň          | &#328;      |
| Ř          | &#344;      | ř          | &#345;      |
| Š          | &#352;      | š          | &#353;      |
| Ť          | &#356;      | ť          | &#357;      |
| Ž          | &#381;      | ž          | &#382;      |

É parecido com a braquia, mas tem uma ponta aguda, como o circunflexo (^), enquanto a braquia é arredondada.
Compare Ǎ ǎ Ě ě Ǐ ǐ Ǒ ǒ Ǔ ǔ (caron) com Ă ă Ĕ ĕ Ĭ ĭ Ŏ ŏ Ŭ ŭ (braquia).
O termo caron é usado nos nomes oficiais dos caracteres Unicode. A palavra háček significa "ganchinho" em tcheco. Em eslovaco é chamado mäkčeň ("amaciante" ou "sinal de palatalização"), em esloveno strešica ("teto", "telhado"), em croata e sérvio kvaka ou kvačica (também "ganchinho"), em estoniano katus ("teto", "telhado") e em algumas línguas ugro-finesas, exceto o estoniano,  hattu ("chapéu").

## Uso
O uso do caron (e do acento agudo) para caracteres latinos foi introduzido na língua tcheca no século XV por Jan Hus no seu De Ortographia Bohemica (1412). Atualmente o caron é usado por tchecos, eslovacos, eslovenos, croatas, bósnios, além de sérvios e macedônios, em textos transliterados do cirílico oficial para a forma romanizada; sórbios da Alta e Baixa Lusácia, lituanos, letões e bielorrussos (novamente, quando transliterados da escrita cirílica oficial).